# Студенческая команда
«Студе́нческая кома́нда» (англ. Varsity Blues) — американская молодёжная мелодрама с элементами комедии 1999 года, снятая режиссёром Брайаном Роббинсом. Несмотря на неоднозначные отзывы критиков кассовые сборы в США составили 52 млн долларов при бюджете в 16 млн.

## Сюжет
Ведущий игрок студенческой футбольной команды под названием «Койоты» получает серьёзную травму в самый разгар сезона, и тренер команды Бад Килмер заменяет его Джонатаном Моксоном. Проблема в том, что Джонотан совсем не рвётся в звёзды, предпочитая проводить матчи на скамейке запасных. Неожиданно оказавшись в роли лидера команды Моксон приводит команду к череде побед, но и меняет настроение внутри коллектива. В финальном матче команда выражает недоверие своему тренеру Баду Килмеру, который хочет победы любой ценой — даже за счет здоровья игроков. Применив нестандартную тактику «Койоты» выигрывают матч у принципиальных противников за несколько секунд до конца встречи.

## В ролях
- Джеймс Ван Дер Бик — Джонатан «Мокс» Моксон
- Эми Смарт — Джюлс Харбор
- Джон Войт — тренер Бад Килмер
- Пол Уокер — Лэнс Харбор
- Рон Лестер — Билли Боб
- Скотт Каан — Чарли Твидер
- Ричард Лайнбэк — Джо Харбор
- Эли Лартер — Дарси Сирс
- Эрик Джангманн — Эллиот
- Джо Пихлер — Кайл

## Съёмочная группа
- Режиссёр: Брайан Роббинс
- Оператор: Чарльз Коэн
- Сценарий: В. Питер Илифф
- Продюсер: Това Лейтер, Брайан Роббинс и Майк Толлин
- Монтажер: Нэд Бастилл
- Композитор: Марк Айшем

Фундаментом для достижений американского спорта служит множество школьных и университетских команд, называемых «варсити» (varsity, от university).

## Премии и номинации
1999 — Teen Choice Awards
Премия «Прорыв»: Джеймс Ван Дер Бик
Номинация «Лучший драматический фильм»
1999 — MTV Movie Awards
Премия «Прорыв»: Джеймс Ван Дер Бик
Номинация «Лучшая песня»
2000 — Blockbuster Entertainment Awards
Номинация «Прорыв»: Джеймс Ван Дер Бик

## Саундтрек
Varsity Blues (OST, 1999)
1. Loudmouth — Fly (04:03)
2. Green Day — Nice Guys Finish Last (02:50)
3. Foo Fighters — My Hero (04:22)
4. Collective Soul — Run (04:17)
5. Fastball — Are You Ready for the Fallout (03:18)
6. Third Eye Blind — Horror Show (04:01)
7. Janus Stark — Every Little Thing Counts (04:06)
8. Van Halen — Hot for Teacher (04:44)
9. Simon Says — Ship Jumper (03:44)
10. Monster Magnet — Kick Out the Jams (02:36)
11. Black Lab — Black Eye (04:30)
12. Days of the New — Two Faces (03:41)
13. Sprung Monkey — Thunderstruck (06:05)
14. Redd Kross — Teen Competition (02:30)
15. Caroline`s Spine — Varsity Blue (02:60)